# Villasor
Villasor is een gemeente in de Italiaanse provincie Zuid-Sardinië (regio Sardinië) en telt 7022 inwoners (31-12-2004). De oppervlakte bedraagt 86,6 km², de bevolkingsdichtheid is 81 inwoners per km².

## Demografie
Villasor telt ongeveer 2415 huishoudens. Het aantal inwoners daalde in de periode 1991-2001 met 3,1% volgens cijfers uit de tienjaarlijkse volkstellingen van ISTAT.
| Jaar | Inwoneraantal |
| ---- | ------------- |
| 1991 | 7294          |
| 2001 | 7065          |

## Geografie
De gemeente ligt op ongeveer 26 m boven zeeniveau.
Villasor grenst aan de volgende gemeenten: Decimomannu, Decimoputzu, Monastir, Nuraminis, San Sperate, Serramanna (MD), Vallermosa, Villacidro (MD).